# Piece by Piece (album de Katie Melua)
Pour les articles homonymes, voir Piece by Piece.
Albums de Katie Melua
Call Off the Search Pictures
Singles
Piece by Piece est le deuxième album de Katie Melua sorti en 2005.

## Liste des titres
1. Shy Boy – 3 min 22 s
2. Nine Million Bicycles – 3 min 15 s
3. Piece by Piece – 3 min 24 s
4. Halfway up the Hindu Kush – 3 min 06 s
5. Blues in the Night – 4 min 12 s
6. Spider's Web – 3 min 58 s
7. Blue Shoes – 4 min 39 s
8. On the Road Again – 4 min 38 s
9. Thank You, Stars – 3 min 39 s
10. Just like Heaven – 3 min 35 s
11. I Cried for You – 3 min 38 s
12. I Do Believe in Love – 3 min 00 s
13. It's Only Pain (édition bonus)
14. Lucy in the Sky with Diamonds (édition bonus)
15. Sometimes When I'm Dreaming (édition bonus)

## Réception
Le disque a été no 1 et certifié disque de platine dans plusieurs pays.